# Buster Keaton, der Filmreporter
Buster, der Filmreporter, später neubetitelt als Der Kameramann, ist eine US-amerikanische Stummfilm-Komödie aus dem Jahre 1928. Die Hauptrolle übernahm Buster Keaton, der auch gemeinsam mit Edward Sedgwick die Regie führte. 
Nach seiner Trennung von Produzent Joseph Schenck war es Keatons erster Film bei seinem neuen Studio Metro-Goldwyn-Mayer. Obwohl The Cameraman an den Kinokassen durchaus Erfolg hatte, wurde es der letzte Film, bei dem Keaton weitgehend künstlerische Kontrolle besaß. Den Wechsel zu MGM bezeichnete Keaton später als größten Fehler seines Lebens.

## Handlung
Buster arbeitet als einfacher Straßenfotograf in New York City. Er verliebt sich in die schöne Sally Richards, welche für die Wochenschau bei MGM arbeitet. Dort will er sich bewerben, um Sally näher zu sein und zu beeindrucken. Doch der starke Kameramann Harold ist ebenfalls in Sally verliebt und weist Buster ab. Er gewinnt jedoch die Sympathie von Sally, die dem kameratechnisch völlig unerfahrenen Buster unter die Arme greift und ihn mit Nachrichten versorgt, wo etwas bedeutendes passieren könnte. Schließlich bekommt er mithilfe eines Tipps von Sally einen Bandenkrieg im chinesischen Viertel in die Kamera. Als er seine Aufnahmen jedoch dem MGM-Studio präsentieren will, sind diese plötzlich verschwunden – ein frecher Affe, der Buster ständig belästigt, hatte zuvor die Bildrollen vertauscht. Buster gibt dennoch seinen Traum nicht auf und will nun mit seiner Kamera ein Bootsrennen festhalten, an dem Harold mit seiner Freundin Sally teilnimmt. Als das Boot untergeht, fällt das Paar ins Wasser. Während Harold nur sich selbst rettet, springt Buster zur Hilfe von Sally ins Wasser und rettet ihr das Leben. Harold lässt es jedoch so aussehen, als hätte er und nicht Buster ihr das Leben gerettet, weshalb Sally weiterhin seine Freundin bleibt. Als Buster seine Aufnahmen an das MGM-Studio schickt, erkennt Sally auf diesen, dass Buster sie in Wahrheit gerettet hat und nicht Harold. Auch Mr. Blake, der Chef der Kameraleute, ist von Busters guter Kameraarbeit auf den Aufnahmen begeistert. Er schickt Sally zu Buster mit der Nachricht, dass er ins Studio aufgenommen wurde.

## Produktionsnotizen
Der Film feierte seine Uraufführung am 16. September 1928 in New York City, Massenstart in den USA war sechs Tage später. In Deutschland konnte man The Cameraman unter dem Titel Buster, der Filmreporter ab dem 6. September 1929 sehen. Die Kulissen entwarf Keatons langjähriger Filmarchitekt Fred Gabourie.
1950 entstand mit Brustbild, bitte! eine Neuverfilmung mit Red Skelton in der Keaton-Rolle.

## Kritiken

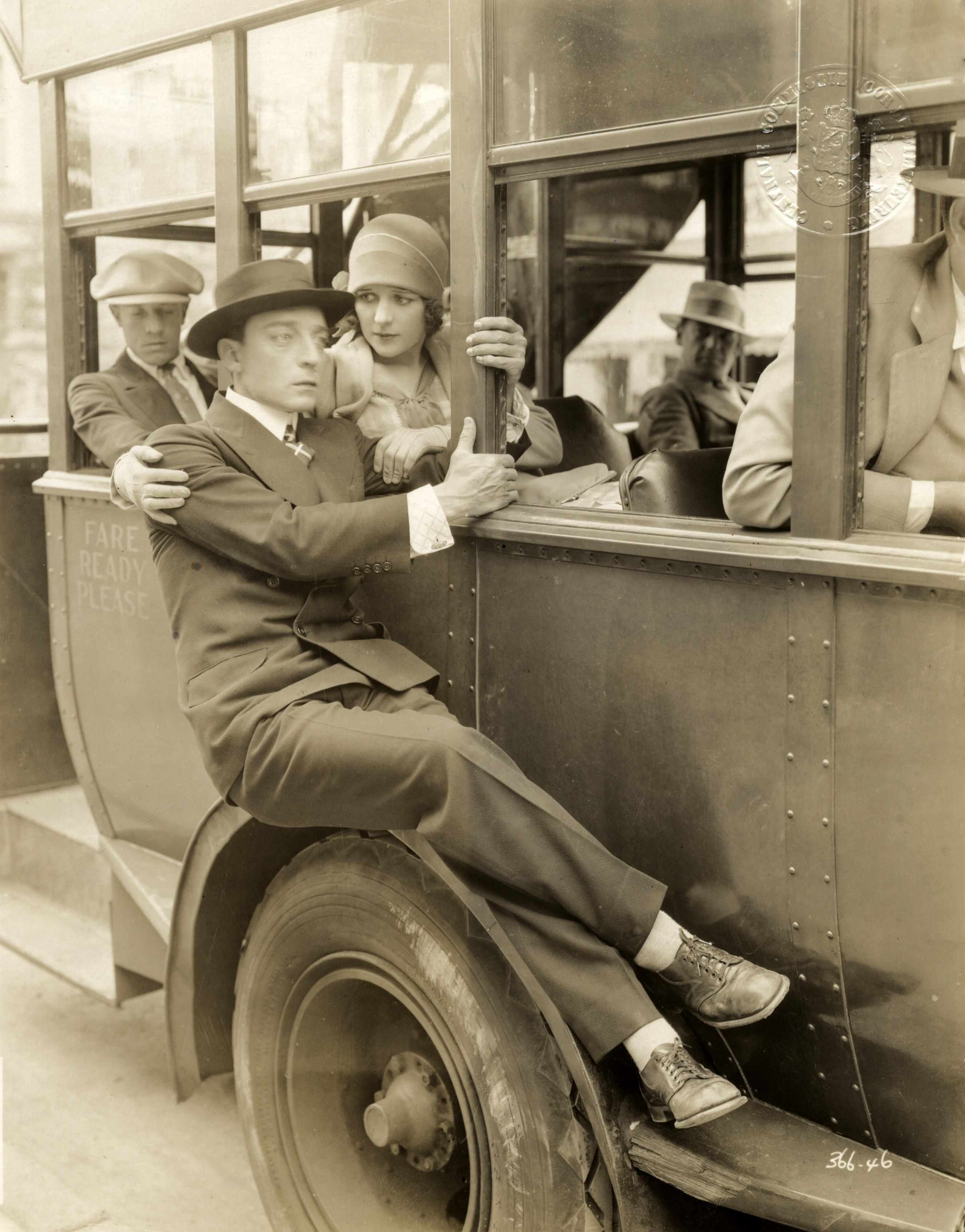
In Deutschland ist Der Filmreporter seit 2024 gemeinfrei

The Cameraman gilt bei der heutigen Filmkritik allgemein als Meisterwerk sowie als der letzte einer Reihe von brillanten Filmen, die Keaton in den 1920er-Jahren realisierte. Die Fernsehzeitschrift Prisma schrieb: „Ein Meisterwerk der Filmkomik mit einem überragenden Buster Keaton in der Rolle des Fotografen Luke Shannon. Trotz vieler Produktionsquerelen (...) gelang Regisseur Edward Sedgwick ein Stummfilm-Spätwerk voller Gags und überraschender Einfälle. Eine Reihe von Filmkritikern sehen in „Der Kameramann“ sogar das letzte wirklich wichtige Werk von Keaton. Slapstick pur!“ Das Lexikon des internationalen Films war weitgehend begeistert: „Dieses Spätwerk des genialen Komikers enthält trotz dramaturgischer Schwächen einige der hinreißendsten Sequenzen, die er je gedreht hat.“

## Auszeichnungen
Im Jahre 2005 wurde The Cameraman als „kulturell, geschichtlich oder ästhetisch bedeutsam“ ins National Film Registry aufgenommen.